# Fjäre härad
Fjäre härad var ett härad i norra Halland. Området utgör idag Kungsbacka kommun och en del av Mölndals kommun. Fjäre härad omfattade 1927 723 kvadratkilometer varav 682 land. Här fanns  17 252 invånare år 1932. Tingsplats var lägenheten Skansen vid Söderåns och Kungsbackaåns sammanflöden i Tölö socken.

## Vapnet
Häradsvapnet fastställdes av Kungl. Maj:t år 1958: "I fält av guld tre svarta fjädrar, uppskjutande från ett svävande, utböjt, rött andreaskors".

## Namnet
I Jordanes Getica nämns en stam fervir. Detta är möjligen samma namn som Fjäre, med vokalbrytning av -e- > -jä-, samma som i *hert- > hjärta, *melk- > mjölk o.s.v.
Häradsnamnet skrevs 1231 Fyæræ, Fiæræ och Fyærum. Det innehåller fjära - "den del av stranden som översköljs vid flod men är torr vid ebb" och tros ha syftat på kustslätten väster om Fjärås Bräcka.

## Socknar
I Kungsbacka kommun
- Fjärås
- Frillesås
- Förlanda
- Gällinge
- Hanhals
- Idala
- Landa
- Onsala
- Släp
- Tölö
- Vallda
- Älvsåker
- Ölmevalla

I Mölndals kommun
- Lindome

Kungsbacka stad hade en egen jurisdiktion (rådhusrätt) till 1935.

## Geografi
Häradet var beläget på båda sidorna av Kungsbackafjorden. Sjön Lygnern utgör gräns åt öster. Trakten sluttar kraftig från det bergiga höglandet i öster mot de låglänta områdena vid Kattegatt. Runt åarna Kungsbackaån, Löftaån och Rolfsån finns jordbruksbygd.
Under medeltiden fanns Hunehals borg i Hanhals socken. Senare sätesgårdar var Hammargårds säteri (Hanhals), Rossareds säteri (Fjärås), Tjolöholms slott (Fjärås), Dals säteri (Fjärås), Älekärrs säteri (Frillesås), Särö säteri (Släp, brunnet 1927), Maleviks herrgård (Släp), Stjärnebergs säteri (Släp), Vallda säteri (Vallda), Gustavsbergs herrgård (Vallda), Ölmanäs säteri (Ölmevalla) och Gåsevadholms slott (Tölö).
Gästgiverier fanns i Skällared (Onsala) och Åsa (Ölmevalla).

## Län, fögderier, tingslag, domsagor och tingsrätter
Socknarna ingick i Hallands län, förutom Lindome socken som överfördes 1971 till Göteborgs och Bohus län (sedan 1998 del av Västra Götalands län). Församlingarna tillhör(de) Göteborgs stift.
Häradets socknar hörde till följande fögderier:
- 1720–1894 Fjäre fögderi
- 1894–1990 Kungsbacka fögderi dock mellan 1921 och 1 juli 1946 till Varbergs fögderi.

Lindome socken från 1970 till Mölndals fögderi
Häradets socknar tillhörde följande tingslag, domsagor och tingsrätter:
- 1683-1947 Fjäre tingslag i Hallands norra domsaga (Fjäre och Viske härader)
- 1948–1970 Hallands norra domsagas tingslag i Hallands norra domsaga

- 1971 Hallands norra tingsrätt och domsaga
- 1972– Varbergs tingsrätt och domsaga

För Lindome socken:
- 1971–2009 Mölndals tingsrätt och dess domsaga
- 2009– Göteborgs tingsrätt och dess domsaga